# Hadronyche alpina
Espèce
Hadronyche alpina est une espèce d'araignées mygalomorphes de la famille des Atracidae.

## Distribution
Cette espèce est endémique d'Australie. Elle se rencontre dans les Snowy Mountains dans le parc national du Kosciuszko en Nouvelle-Galles du Sud et dans les monts Brindabella dans le Territoire de la capitale australienne.

## Description
La carapace du mâle holotype mesure 9,31 mm de long sur 9,28 mm et l'abdomen 9,02 mm de long sur 6,72 mm et la carapace de la femelle paratype mesure 10,02 mm de long sur 9,35 mm et l'abdomen 15,64 mm de long sur 11,22 mm.

## Publication originale
- Gray, 2010 : A revision of the Australian funnel-web spiders (Hexathelidae: Atracinae). Records of the Australian Museum, vol. 62, p. 285-392 (texte intégral).